# On a Night Like This
„On a Night Like This“ је песма аустралијске певачице Кајли Миног. Објављена је као други сингл с њеног шестог студијског албума Light Years 11. септембра 2000. године у издању дискографских кућа Парлофон.

## Информација
Песму "On a Night Like This" написали су Стив Торч, Грахам Стак, Марк Тејлор и Брајан Ролинг. Прво је песму објавила шведска певачица Пандора у 1999. године. Била је на њеном албуму No Regrets. У децембру 2007. године Пандора ју је објавила и као сингл на којем су три нове верзије песме. Затим је песма дата аустралијској певачици Кајли Миног. Она ју је објавила као други сингл са свог албума Light Years.
Доспела је на друго место британске листе и прво место аустралијске лествице. Објављивање песме као сингл подударало се са Миног наступом на свечаном отварању Олимпијских игара у Сиднеју 2000. године где је певала ту песму. "On a Night Like This" је тад постигла рекордни скок са 22. места назад на прво место на аустралијској лествици.

## Листа песама
Аустралијски CD 1
1. "On a Night Like This" – 3:32
2. "On a Night Like This" (Rob Searle Mix) – 7:58
3. "On a Night Like This" (Motiv8 Nocturnal Vocal Mix) – 7:31
4. "On a Night Like This" (Bini and Martini Club Mix) – 6:34
5. "On a Night Like This" (Видеоспот)

Британски CD 1
1. "On a Night Like This" – 3:32
2. "Ocean Blue" – 4:22
3. "Your Disco Needs You" (Almighty Mix) – 8:22
4. "On a Night Like This" (Видеоспот)

Европски CD 1 / Аустралијски CD 2
1. "On a Night Like This" – 3:32
2. "Ocean Blue" – 4:22
3. "Your Disco Needs You" (Almighty Mix) – 8:22
4. "On a Night Like This" (Halo Mix) – 8:05

Британски CD 2
1. "On a Night Like This" – 3:32
2. "On a Night Like This" (Rob Searle Mix) – 7:58
3. "On a Night Like This" (Motiv8 Nocturnal Vocal Mix) – 7:31

Европски CD 3
1. "On a Night Like This" – 3:32
2. "Ocean Blue" – 4:22
3. "On a Night Like This" (Видеоспот)

## Топ листе
| Топ лествица (2000) | Највиша позиција на листи |
| ------------------- | ------------------------- |
| Аустралија          | 1                         |
| Белгија (Валонија)  | 29                        |
| Финска              | 20                        |
| Француска           | 69                        |
| Ирска               | 16                        |
| Холандија           | 64                        |
| Нови Зеланд         | 35                        |
| Њемачка             | 72                        |
| Шведска             | 31                        |
| Швајцарска          | 51                        |
| Велика Британија    | 2                         |